# Tera Patrick
Tera Patrick, de nom real Linda Ann Hopkins (Great Falls, Montana, 25 de juliol de 1976) és una actriu, directora i productora porno estatunidenca guanyadora de diversos premis de la indústria pornogràfica.
Patrick va començar modelant en sessions fotogràfiques per a Playboy, Penthouse o Hustler. El 1999 va passar al cinema pornogràfic i des de llavors ha participat en més de cent pel·lícules per a adults, convertint-se en una de les actrius porno més reeixides. Patrick compta amb sis premis AVN, tres premis FAME i un premi XRCO, entre d'altres. El 2009 va ingressar al Saló de la fama d'AVN.

## Biografia
Tera Patrick és filla de pare anglès i mare tailandesa. Quan Tera era petita, la seva mare va tornar a Tailàndia per viure allà, i el seu pare es va mudar amb ella a San Francisco (Califòrnia).
Tera va ser descoberta a San Francisco a la primerenca edat de 13 anys per una caça talents de l'agència Ford Models de Nova York, amb la qual va signar un contracte per ser model. Després d'això va marxar a Nova York i durant cinc anys va estar fent aquesta feina de manera professional, arribant a aparèixer en prestigioses revistes del món de la moda com Harper's Bazaar o Vogue. En complir els 18 anys, va abandonar el món de la moda i es va matricular a Boise (Idaho), a la universitat estatal, on va aconseguir un grau en Infermeria, i una llicenciatura en Microbiologia.

## Carrera professional
Malgrat haver arribat a treballar com a infermera, Patrick va sentir novament curiositat per tornar a fer de model. A la fi dels anys 1990, Tera va començar a treballar de nou com a model, va conèixer a la fotògrafa Suze Randall amb la qual va posar nua per primera vegada. Poc temps després de les seves sessions fotogràfiques amb Randall, Patrick va aparèixer en una de les portades d'edició internacional de Playboy, moment en què Patrick encara pensava a aconseguir l'èxit com a model convencional. No obstant això la seva idea va canviar radicalment després d'acceptar la proposta de les revistes Penthouse i Hustler, moment en què Patrick va començar a considerar seriosament el seu futur en la indústria pornogràfica. Va arribar a convertir-se en la Penthouse Pet del mes de febrer de l'any 2000, i va ser seleccionada com a Penthouse Pet de l'any, per la revista Penthouse. A partir d'aquí va aparèixer a les portades de les revistes Club, Genesis, Cheri, Swank, Gallery, Erotica, Hot Video i High Society.

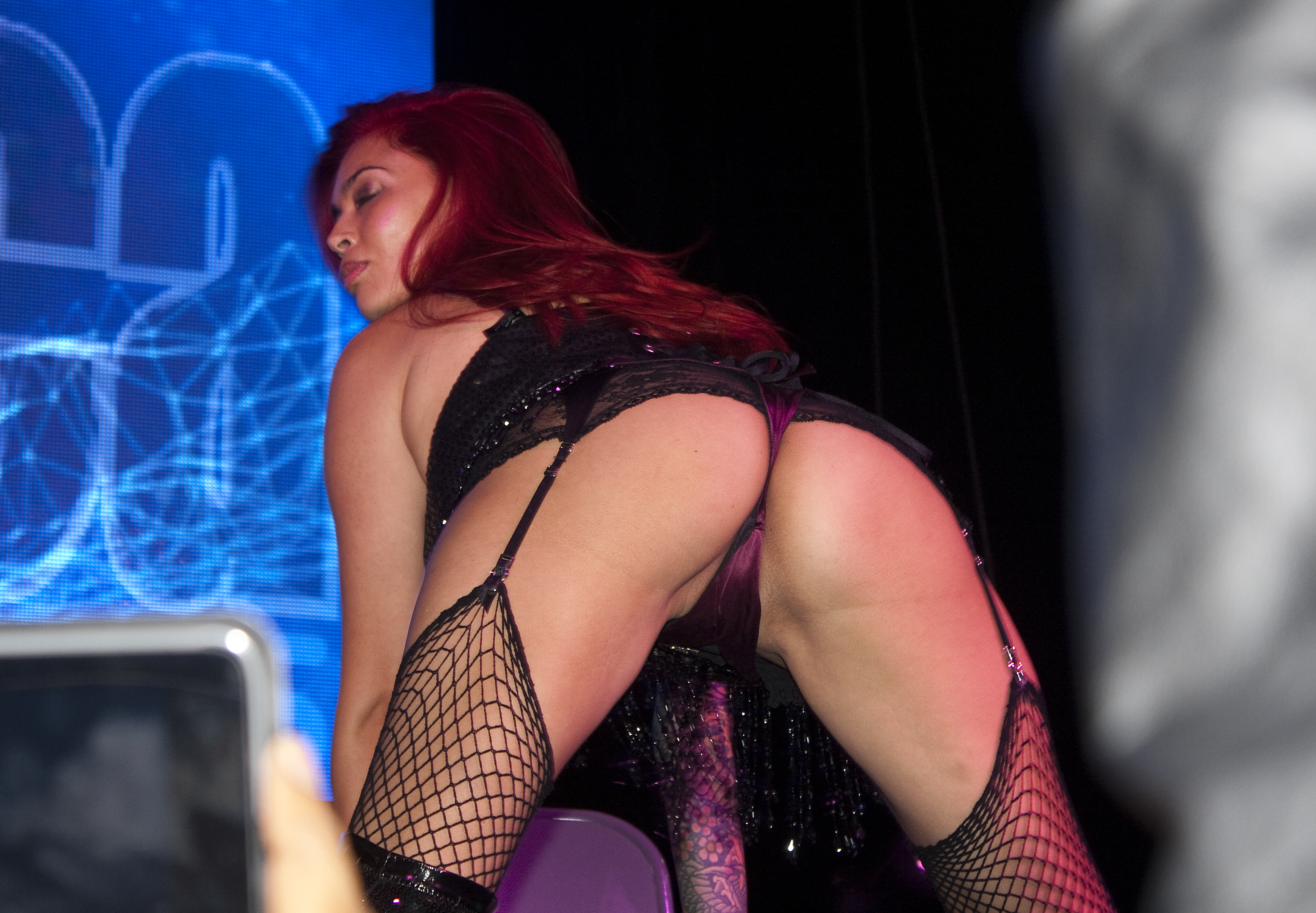
Tera Patrick (2014)

Patrick va fer el pas definitiu al cinema pornogràfic, ja que el seu físic -aleshores tot natural- va cridar l'atenció dels professionals de la indústria. El seu debut es va produir de la mà d'Andrew Blake, en la seva pel·lícula Aroused, sota el nom de Tera Patrick. Van seguir altres treballs de fetitxisme i bondage suau que va protagonitzar amb l'àlies de Brooke Thomas. La seva primera escena heterosexual es va produir l'any 2000, en la pel·lícula Fire and Ice (Foc i gel).
Poc després de debutar en el porno li van començar a arribar els primers reconeixements, en concret, se li va concedir el premi Hot d'Or a la millor actriu revelació estatunidenca de l'any 2000. Va rebre aquest mateix tipus de guardó de fins a set entitats diferents (entre altres: AVN, premi XRCO, Cyber Adult Video Review, Nightmovies Magazine), el que va constituir tota una fita.
Un any més tard tornava a ser reconeguda pel jurat del certamen francès, aquesta vegada com a millor actriu estatunidenca de 2001. Tots aquests premis li van obrir les portes de l'empresa Digital Playground, amb la qual va signar un contracte en exclusiva, amb aquesta empresa va filmar la pel·lícula Virtual Sex With Tera Patrick, i la saga de pel·lícules Island Fever rodades a Hawaii, Tahití i Bora Bora. Tanmateix, la relació contractual va acabar malament, l'actriu i la productora acabaren als tribunals.

## Parèntesi en la seva carrera i Teravision
Entre 2003 i 2004 Patrick es va prendre un any fora de les càmeres. Va fundar la seva pròpia productora, Teravision, es va sotmetre a una operació d'augment de pit i el 9 de gener de 2004 es va casar amb Evan Seinfeld, el cantant/baixista de la banda de hardcore-metal Biohazard, també conegut per les seves aparicions com a actor en la sèrie Oz. Des d'aquest moment, l'actriu només rodaria escenes heterosexuals amb ell. No obstant això, Patrick va assegurar que va deixar de rodar escenes amb homes dos anys abans de conèixer a Evan.
«No tenim aquesta mena de relació. Vaig conèixer a l'Evan el 2003 i em vaig prendre un any fora de la indústria, així que vam decidir formar la meva companyia productora i ell va proposar-me fer pel·lícules junts. Ara només treballo amb ell, excepte en escenes amb altres noies. Altres persones porten aquest tipus de vida, però nosaltres som molt monògams i volem portar la nostra relació molt seriosament. Vull estar amb ell per sempre».
No obstant això, el 2006 va reconsiderar la situació després del rodar plegats el film Tera Tera Tera, ja que Seinfeld li va demanar fer unes escenes pel seu compte.
«Em va semblar bé i ell em va suggerir que ho fes també. Jo no volia treballar amb altres nois però també em vaig adonar que tinc una carrera com a estrella del porno. Si no treballo amb altres homes i només ho faig amb el meu marit això m'impedirà avançar amb la meva carrera. Vam fer una pel·lícula amb Teravision, vaig fer la primera escena amb l'Evan, després vaig rodar una escena lèsbica, i una escena hetero amb un altre noi.»
El 2005 Tera i Evan (Spyder Jonez en el món del porno) estrenen una agència de talents que representava models, actors, i actrius. Segons exposa la pàgina web de l'agència, l'objectiu de Tera és ajudar joves actors de la indústria del cinema pornogràfic, perquè siguin tractats i tractades amb respecte. D'altra banda, Teravision, en associació amb l'estudi Vivid Entertainment, va llançar al mercat la seva primera pel·lícula anomenada Tera Desperate, que va ser distribuïda a Europa sota el segell Private. A l'abril de l'any 2006, Patrick va anunciar que presentaria la convenció porno Miami Exxxotica.
En una entrevista a Adult Film Database el febrer de 2007, Patrick va assegurar que treballaria dos anys més davant de les càmeres, però que planejava rellançar les seves pel·lícules durant la propera dècada. El març de 2007, l'aparició al mercat del DVD InTERActive, va esdevenir el llançament més reeixit en la història de Hustler.